# Langaha
Langaha Bonnaterre, 1790 è un genere di serpenti della famiglia Lamprophiidae, endemico del Madagascar.

## Tassonomia
Comprende le seguenti specie:
- Langaha alluaudi Mocquard, 1901
- Langaha madagascariensis Bonaterre, 1790
- Langaha pseudoalluaudi Domergue, 1988